# ریوتا هونجو
ریوتا هونجو (ژاپنی: 本庄 竜大؛ زادهٔ ۲۱ مهٔ ۱۹۹۹) یک بازیکن فوتبال اهل ژاپن است.
از باشگاه‌هایی که در آن بازی کرده‌است می‌توان به باشگاه فوتبال توچیگی اشاره کرد.